# Westdeutscher Rundfunk

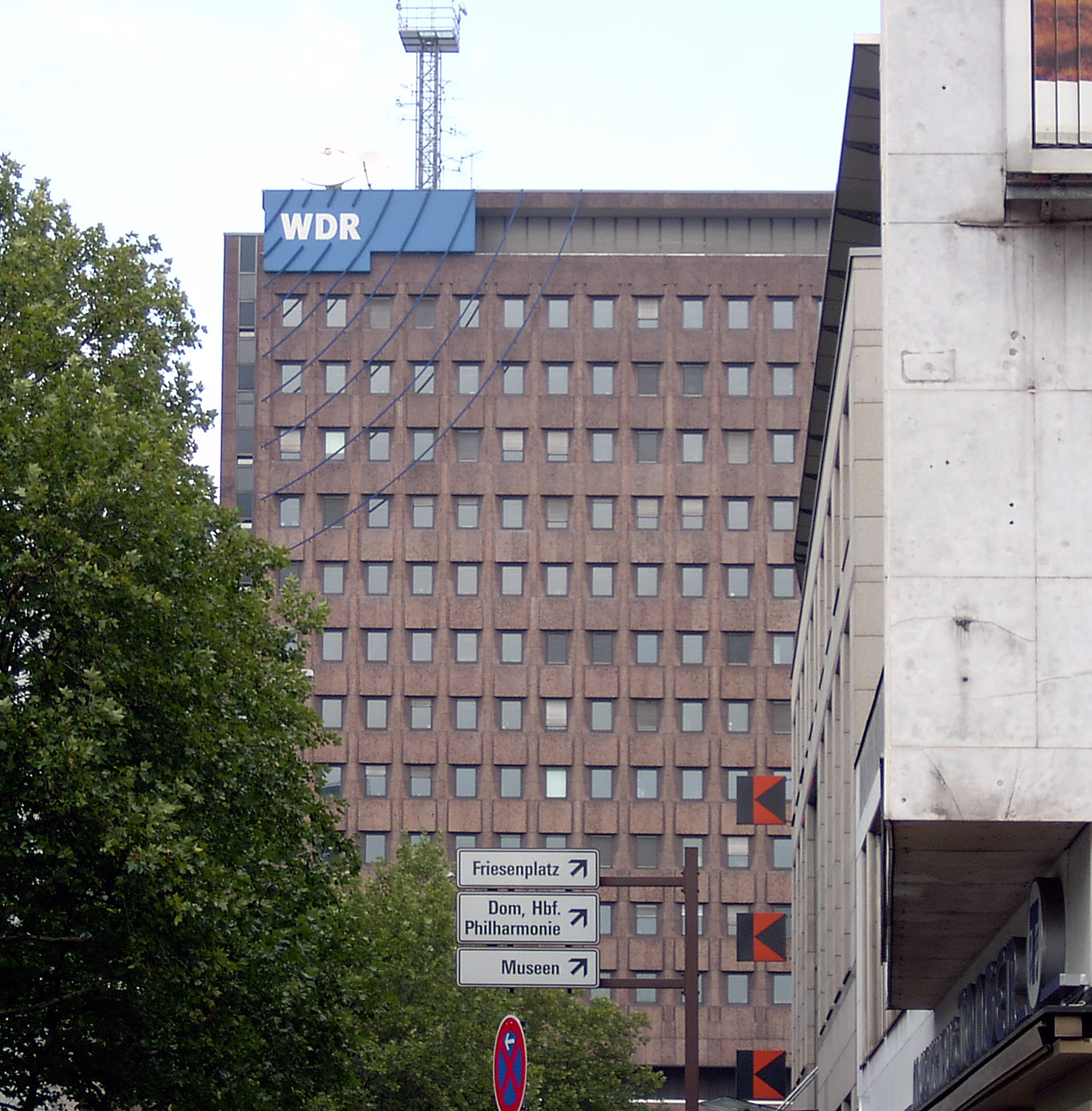
WDR:s byggnad i Köln

Hur WDR hänger ihop inom ARD.

Westdeutscher Rundfunk (WDR), "Västtyska radion", är ett regionalt radio- och TV-bolag i Nordrhein-Westfalen i västra Tyskland, med säte i Köln. WDR är producent för TV-kanalen WDR-Fernsehen och sex radiokanaler som riktar sig till olika lyssnargrupper.
WDR är en av de regionala offentligrättsliga medlemsföretagen i public service-gruppen ARD.

## Historia
WDR grundades 1955, när bolaget NWDR delades upp i NDR som sänder över Niedersachsen, Schleswig-Holstein och Hamburg, och WDR som sänder över Nordrhein-Westfalen. Den 1 januari 1956 började de två första kanalerna på WDR att sända.
WDR:s radiostudio i Köln spelade en stor roll under 1950- och 1960-talets framväxande av experimentell musik och ljudkonst. Där konstnärer, kompositörer och ljudtekniker som exempelvis Nam June Paik, Karlheinz Stockhausen, John Cage och Konrad Plank på olika sätt varit delaktiga.

## Verksamhet
WDR:s tv-kanal, WDR-Fernsehen är ett så kallat Drittes Fernsehprogramm, det vill säga en av flera regionala kanaler som produceras av ARD:s medlemmar. Den inledde sina sändningar den 17 december 1965 under namnet Westdeutsches Fernsehen (eller WDF). 1988 bytte kanalen namn till West 3, men fick 1994 namnet WDR Fernsehen. De flesta programmen i kanalen kommer från högkvarteret i Köln, men WDR har dessutom åtta regionalstudior i Aachen, Bonn, Bielefeld, Dortmund, Düsseldorf, Duisburg, Essen, Münster, Siegen och Wuppertal, samt mindre regionala kontor i Arnsberg, Detmold och Kleve, som alla producerar regionala nyhetsprogram.
WDR sänder sex FM-radiokanaler (2006):
- Eins Live eller 1 Live, inriktad på en målgrupp mellan 14 och 39 år. Har trafikinformation varje hel- och halvtimma.
- WDR 2 har en målgrupp mellan 25 och 59 år och fokuserar på nyheter och information.
- WDR 3, kulturprogram, jazz, klassisk musik.
- WDR 4, riktar sig till en äldre målgrupp med schlager och folkmusik.
- WDR 5, aktuell talradio med begränsat musikutbud.
- Funkhaus Europa, inriktad på invandrare.

WDR producerar även en del program för ARD:s nationella kanal, Das Erste.